# Butte (Montana)
Butte város az USA Montana államában, Silver Bow megyében, melynek megyeszékhelye is. Lakosainak száma 34 494 fő (2020. április 1.).

## Népesség
A település népességének változása:

| 2010 | 33 525 |
| 2020 | 34 494 |